# Валь-Реццо
Валь-Реццо (італ. Val Rezzo) — муніципалітет в Італії, у регіоні Ломбардія, провінція Комо.
Валь-Реццо розташований на відстані близько 540 км на північний захід від Рима, 70 км на північ від Мілана, 28 км на північ від Комо.
Населення — 175 осіб (2014).

## Демографія
Населення за роками:

Станом на 1 січня 2023 року в муніципалітеті офіційно проживали 4 іноземці з 4 країн, серед них 1 громадянин України.

## Сусідні муніципалітети
- Боньйо
- Карлаццо
- Каварнья
- Чертара
- Чимадера
- Корридо
- Порлецца
- Сан-Наццаро-Валь-Каварнья
- Вальсольда